# فيكي مايلز-لاجرانج
فيكي مايلز-لاجرانج (بالإنجليزية: Vicki Miles-LaGrange)‏ (و. 1953 – م) هي محامية، وقاضية، وسياسية أمريكية من أصول أفريقية. ولدت في أوكلاهوما سيتي، أوكلاهوما .تولت منصب عضو مجلس ولاية أوكلاهوما. وهي عضوة في الحزب الديمقراطي الأمريكي.

## التعليم
تعلمت في Howard University، وVassar College.